# St-Maclou (Rouen)

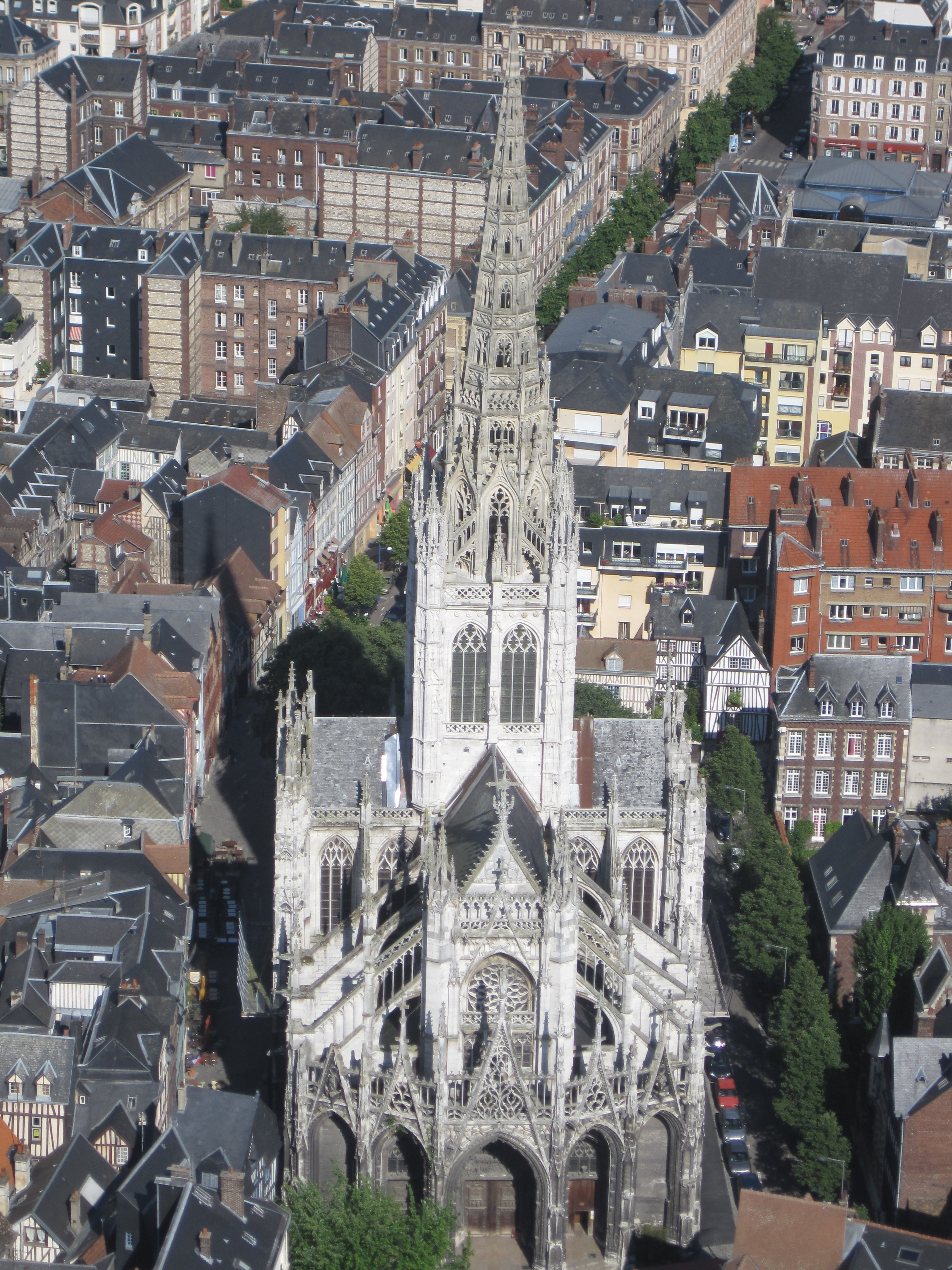
St-Maclou (Rouen)

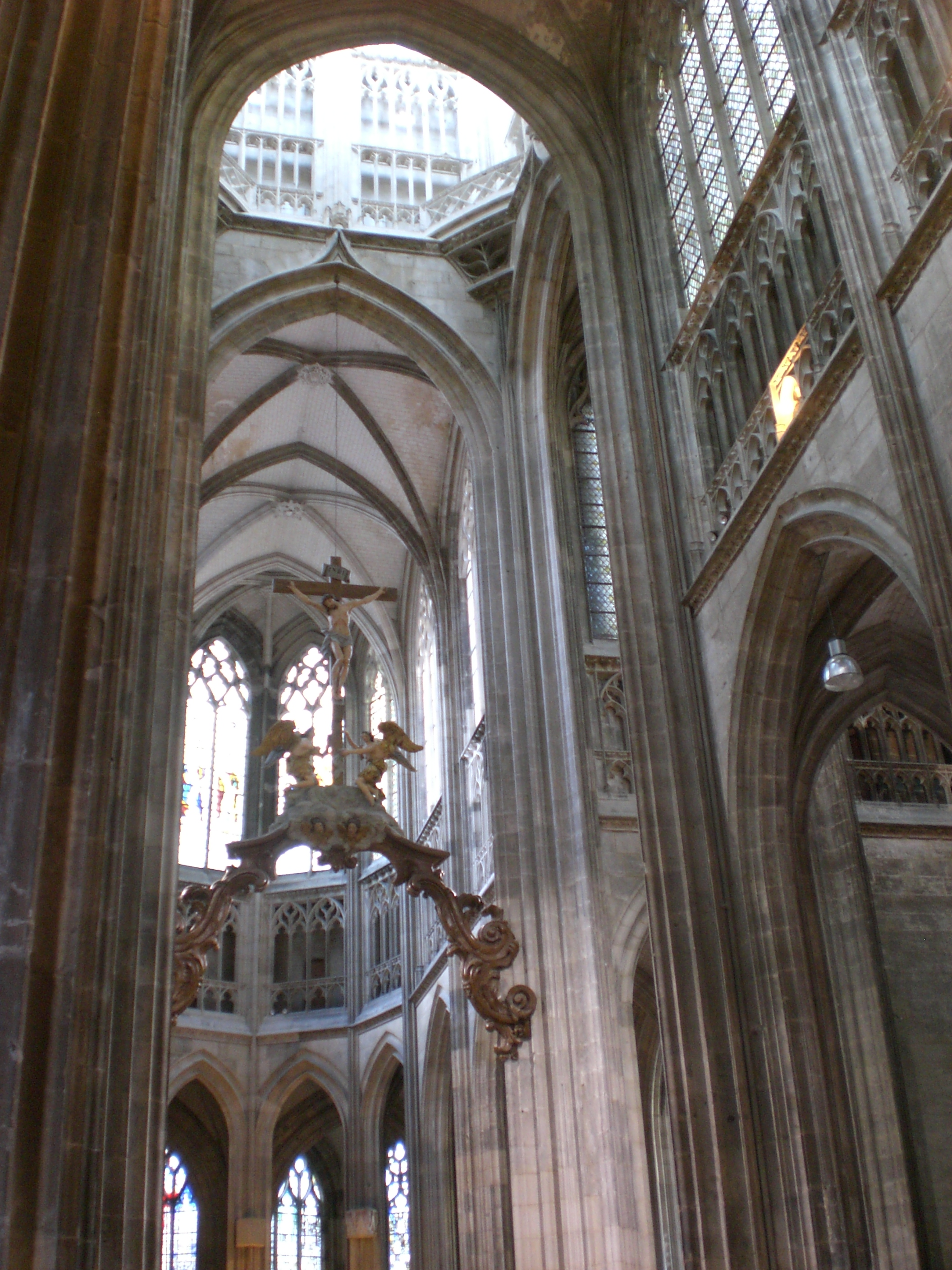
Blick in die Vierung

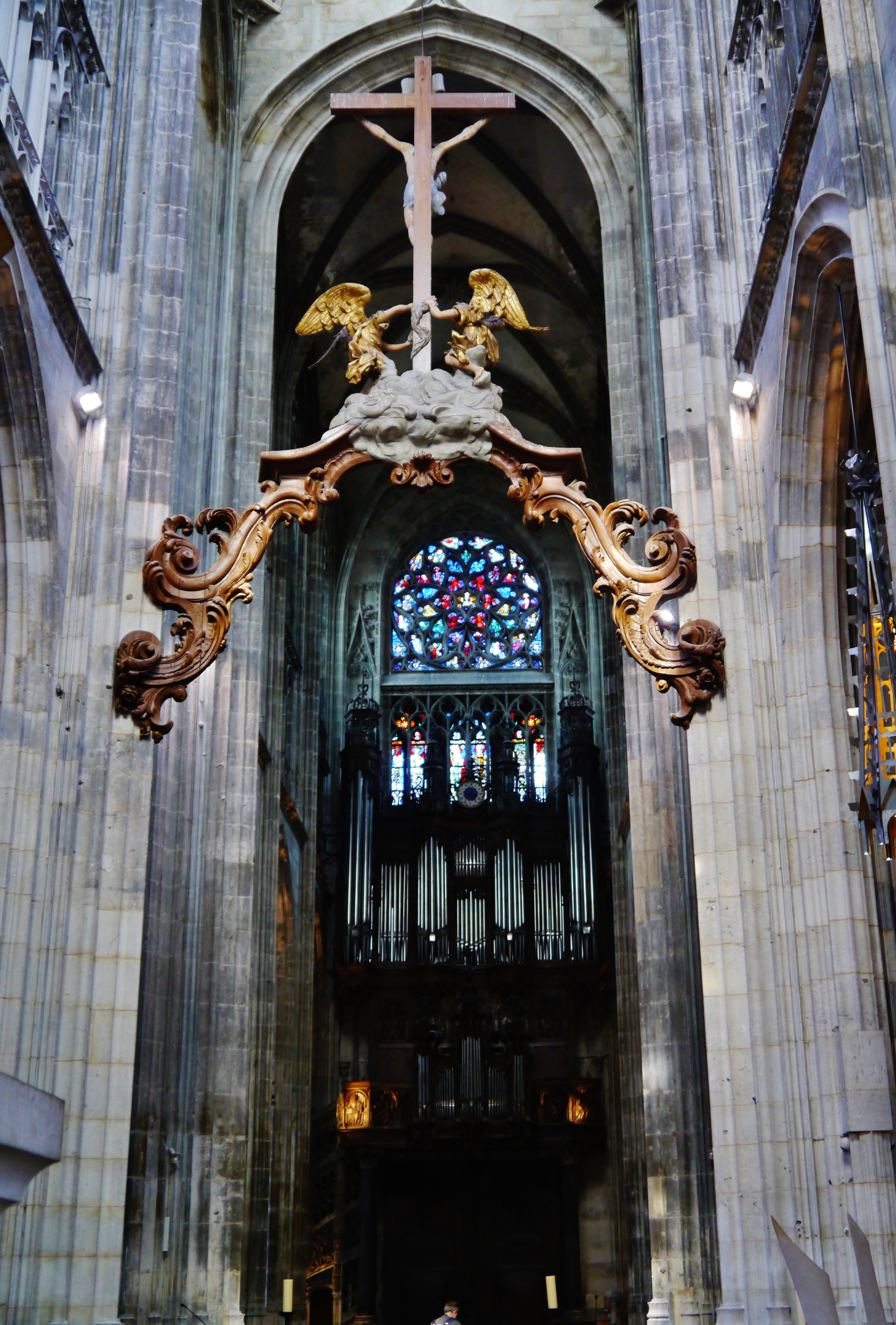
Innenansicht nach Westen

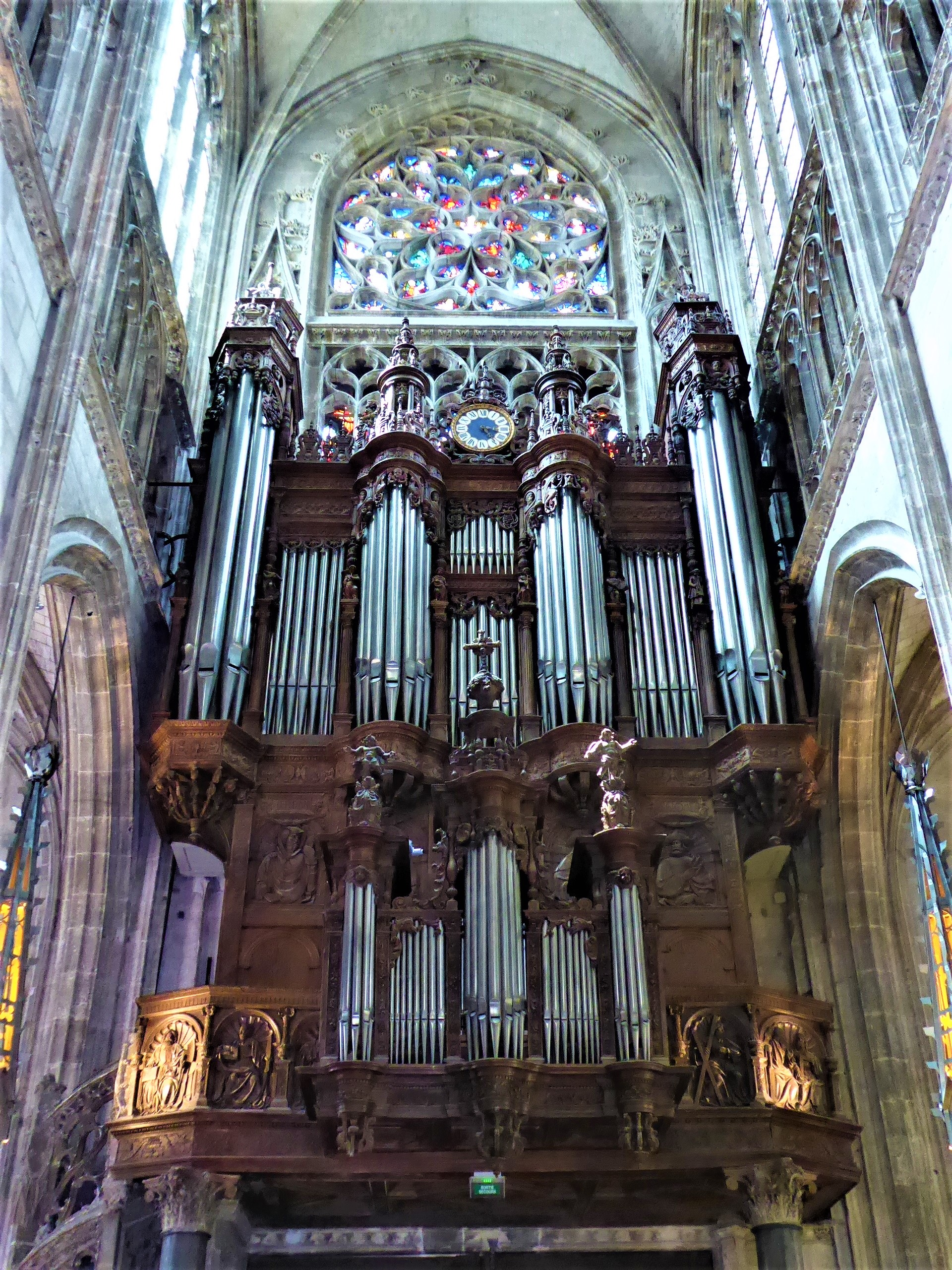
Orgel unter der großen Fensterrose im Westen

Die römisch-katholische Kirche Saint-Maclou ist eine dem hl. Maclovius von Aleth (bretonisch Saint-Maclou, französisch Saint-Malô) geweihte spätgotische Basilika im Zentrum von Rouen, der Hauptstadt der Normandie. Die Kirche ist seit dem Jahr 1840 als Monument historique klassifiziert.

## Lage
Die Kirche liegt östlich des heutigen Stadtzentrums von Rouen nahe der Seine in einer Höhe von ca. 20 m. Der Pestfriedhof Aître Saint-Maclou ist nur etwa 100 m entfernt.

## Geschichte
Zwei Vorgängerbauten waren infolge von Hochwasser zerstört worden. Die in den Jahren zwischen 1437 und 1517 neu erbaute heutige Kirche wurde im Jahr 1562 von den Protestanten beschädigt. Im Zweiten Weltkrieg schwer beschädigt; zwei Fliegerbomben trafen sie im Jahr 1944 und verursachten Zerstörungen und Brände, die vor allem den Chorbereich mit einem barocken Hauptaltar betrafen. Besonders im 19. und 20. Jahrhundert litt der Bau unter Verwitterung und Umweltverschmutzung.

## Architektur

### Äußeres
Die Kirche St-Maclou ist ein Hauptwerk der spätgotischen Architektur. Sie hat eine originelle Westfassade mit einer Fensterrose im Flamboyant-Stil und wird außen von hochaufragenden Strebebögen und einem Vierungsturm geprägt. Vor der Fassade öffnet sich eine im Grundriss polygonale Vorhalle mit fünf Spitzbögen, die von durchbrochenen Maßwerk-Giebeln überragt werden. Die drei mittleren Joche besitzen jeweils Portale, von denen zwei mit geschnitzten Holztüren im Stil der Renaissance geschmückt sind. Das Tympanon des Hauptportals zeigt das Jüngste Gericht; in den Archivolten ist die Auferstehung der Toten dargestellt. An der linken Gebäudeecke zwischen der Rue Martainville und der Rue Damiette befindet sich ein Brunnen.

### Inneres
Die Kirche ist basilikal angelegt mit einem dreischiffigen Langhaus mit Seitenkapellen, einem Querschiff, das nicht über die Flucht der Kapellen herausragt, und einem ebenfalls dreischiffigen Umgangschor mit Kapellen. Den Chorschluss bildet ein vierseitiges Polygon, dessen Besonderheit darin besteht, dass ein Pfeiler wie in der Kirche Notre Dame von Caudebec-en-Caux in die Mittelachse des Bauwerks gestellt ist, weshalb der Chorumgang keine Achskapelle hat. Saint-Maclou hat nach der normannischen Tradition wie die Kathedrale von Rouen einen Vierungsturm, der auch als Glockenturm dient. Die 83 m hohe Turmspitze, die ihn bekrönt, wurde von 1868 bis 1872 erbaut und ist ein Werk des Architekten Jacques-Eugène Barthélémy.
Die östlich an die Kirche angebaute Sakristei ist ein Bauwerk in einem Neorenaissance-Mischstil; die Marmorsäulen stammen aus Italien.
Das Innere der Kirche ist auf maximalen Lichteinfall durch die großen Fenster, die den gesamten Raum zwischen den Diensten einnehmen, ausgelegt. Der nach innen offene Laternenturm über der Vierung lässt weiteres Licht hereinströmen. Die Pfeiler haben nach spätgotischer Bauweise keine Kapitelle mehr. Der stark erneuerte Chor hat seine wertvollen barocken Holzschnitzereien aus der Zeit vor der Französischen Revolution in einer Kapelle bewahrt. Der Triumphbogen des 18. Jahrhunderts, der den Chor vom Kirchenschiff trennt, ist ebenfalls erhalten geblieben. Die südwestliche Kapelle des Umgangs wurde nach dem Krieg noch nicht wieder aufgebaut; der Bogen zum Umgang ist dort vermauert.

### Glasmalerei
Nur wenige alte Glasmalereien sind erhalten, und die heutigen Fenster sind an mehreren Stellen modern erneuert. Beachtenswert ist aber die Darstellung der Wurzel Jesse aus dem 15. Jahrhundert über dem Nordportal mit einem Jesse, der nach einem aus Flandern stammendem Brauch sitzt. Das Fenster über dem Südportal zeigt eine Kreuzigung.

### Orgel
Auf der Rückseite der Westfassade befindet sich eine Orgel mit einem Renaissance-Prospekt, deren bildhauerische und klangliche Qualitäten anerkannt sind. Das Orgelgehäuse stammt von Nicolas Castille, die Orgelempore ist über eine feingearbeitete, spätgotische Wendeltreppe zu erreichen. Das heutige Orgelwerk wurde von Alfred Kern & fils im Jahr 1995 erbaut und hat 37 Register auf drei Manualen und Pedal.
Das Instrument hat folgende Disposition:
| I Grand-Orgue C–g3 |     |
| Pommer             | 16′ |
| Prinzipal          | 8′  |
| Rohrflöte          | 8′  |
| Praestant          | 4′  |
| Spitzflöte         | 4′  |
| Superoktave        | 2′  |
| Mixture IV         |     |
| Scharf III         |     |
| Cymbel-Terz II     |     |
| Dulzian            | 16′ |
| Trompete           | 8′  |

| II Positif C–g3 |       |
| Gedackt         | 8′    |
| Quintade        | 8′    |
| Praestant       | 4′    |
| Blockflöte      | 4′    |
| Gemshornflöte   | 2′    |
| Quintflöte      | 1 ⁄3′ |
| Sesquialtera II |       |
| Mixtur IV-V     |       |
| Krumhorn        | 8′    |
| Tremblant doux  |       |

| III Récit C–g3 |                |
| Holzgedackt    | 8′             |
| Viola          | 8′             |
| Rohrflöte      | 4′             |
| Nasat          | 2 ⁄3′          |
| Waldflöte      | 2′             |
| Sifflöte       | 1′             |
| Terzian II     | 1 3⁄5′ + 1 ⁄3′ |
| Cymbel III     |                |
| Knopfregal     | 8′             |
| Tremblant      |                |

| Pédalier C–f1 |     |
| Prinzipalbass | 16′ |
| Praestant     | 8′  |
| Octavbass     | 4′  |
| Mixtur IV     |     |
| Posaune       | 16′ |
| Trompette     | 8′  |
| Schalmey      | 4′  |

- Koppeln: II/I, III/I

## Restaurierung
Im Juni 1944 wurden die Gewölbe des Umgangs und des Chores durch Bomben zerstört. Der Glockenturm und die Turmspitze drohten zusammenzubrechen. Danach wurde die Kirche wiederaufgebaut und 1965 teilweise wieder geweiht. Der Chor wurde im Jahr 2000 restauriert und der Vierungsturm am 23. Juni 2003 erneut eingeweiht. 2008 unterzeichnete die Stadt Rouen als eine der ersten Städte einen Denkmalschutzplan („Plan Patrimoine“) mit dem Staat, der Region und dem Ministerium in Höhe von mehr als 7 Millionen Euro für notwendige Arbeiten, die immer wieder verschoben worden waren. Die Arbeiten begannen im September 2011. Sie betrafen die Dachdeckung und den Dachstuhl, die Fassade des Nordquerschiffes und die gesamte Westfassade. Die mehr als 150 Jahre alten Steine von mangelhafter Qualität wurden ersetzt und die Verwitterungsschäden beseitigt. Die Restaurierung der gesamten Südfassade einschließlich des Wiederaufbaus der Sainte-Clotilde-Kapelle, die 1944 zerstört wurde, ist ebenfalls beabsichtigt.

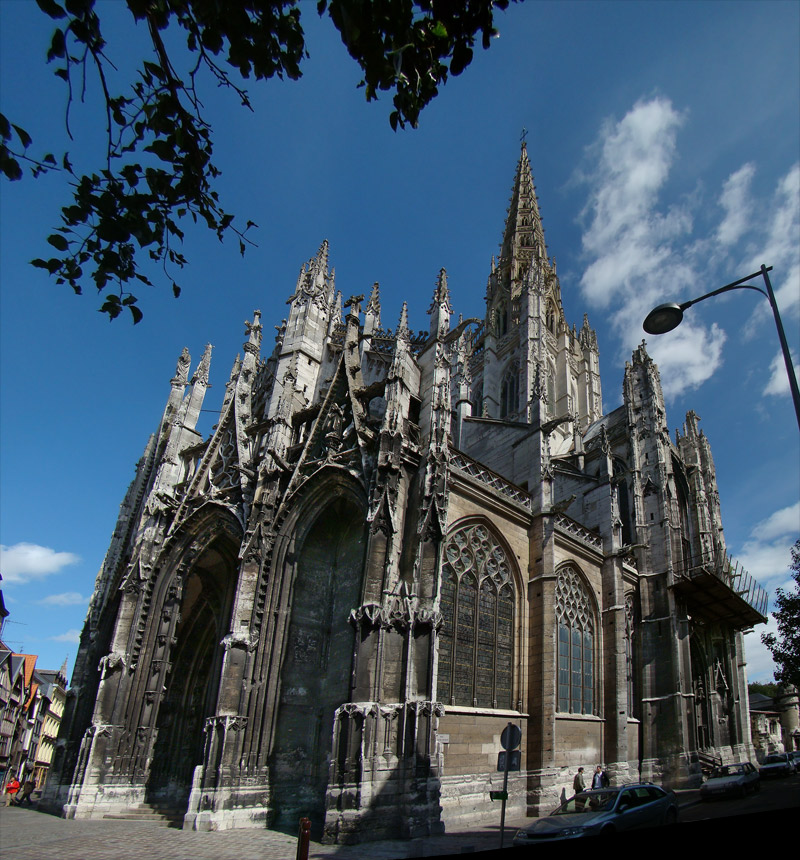
Südwestansicht
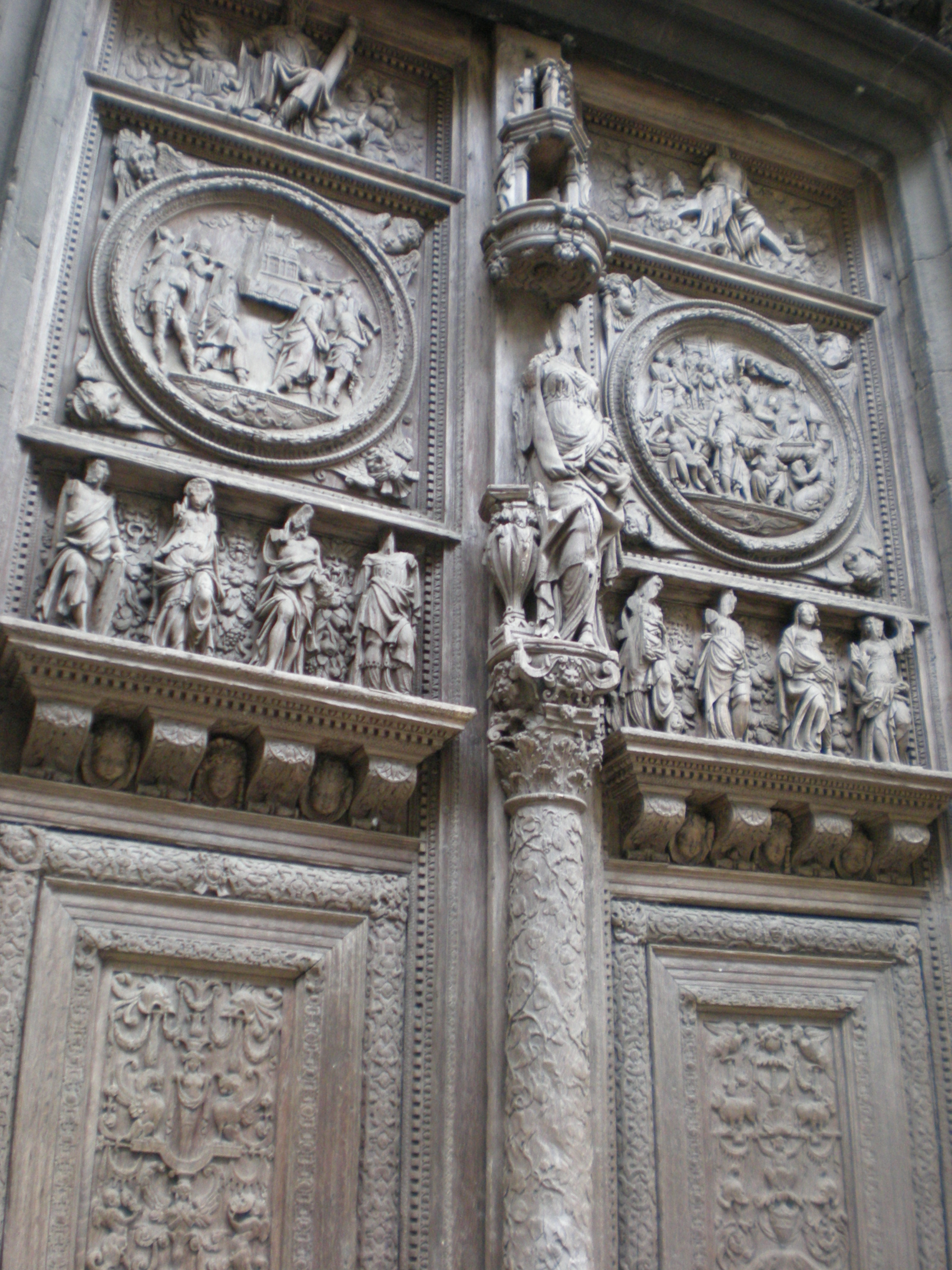
Renaissanceschnitzereien am Nordportal
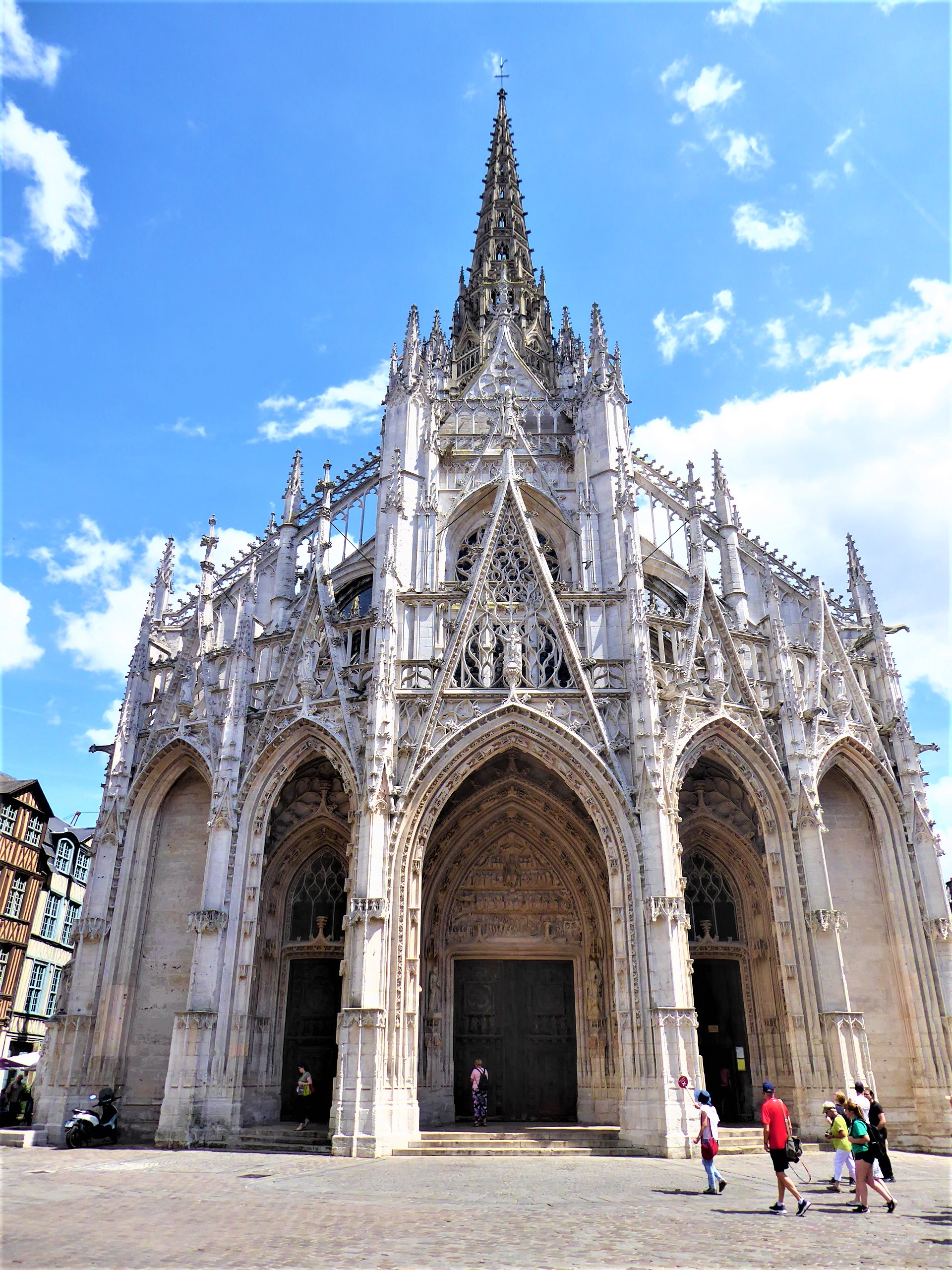
Die restaurierte Fassade 2018
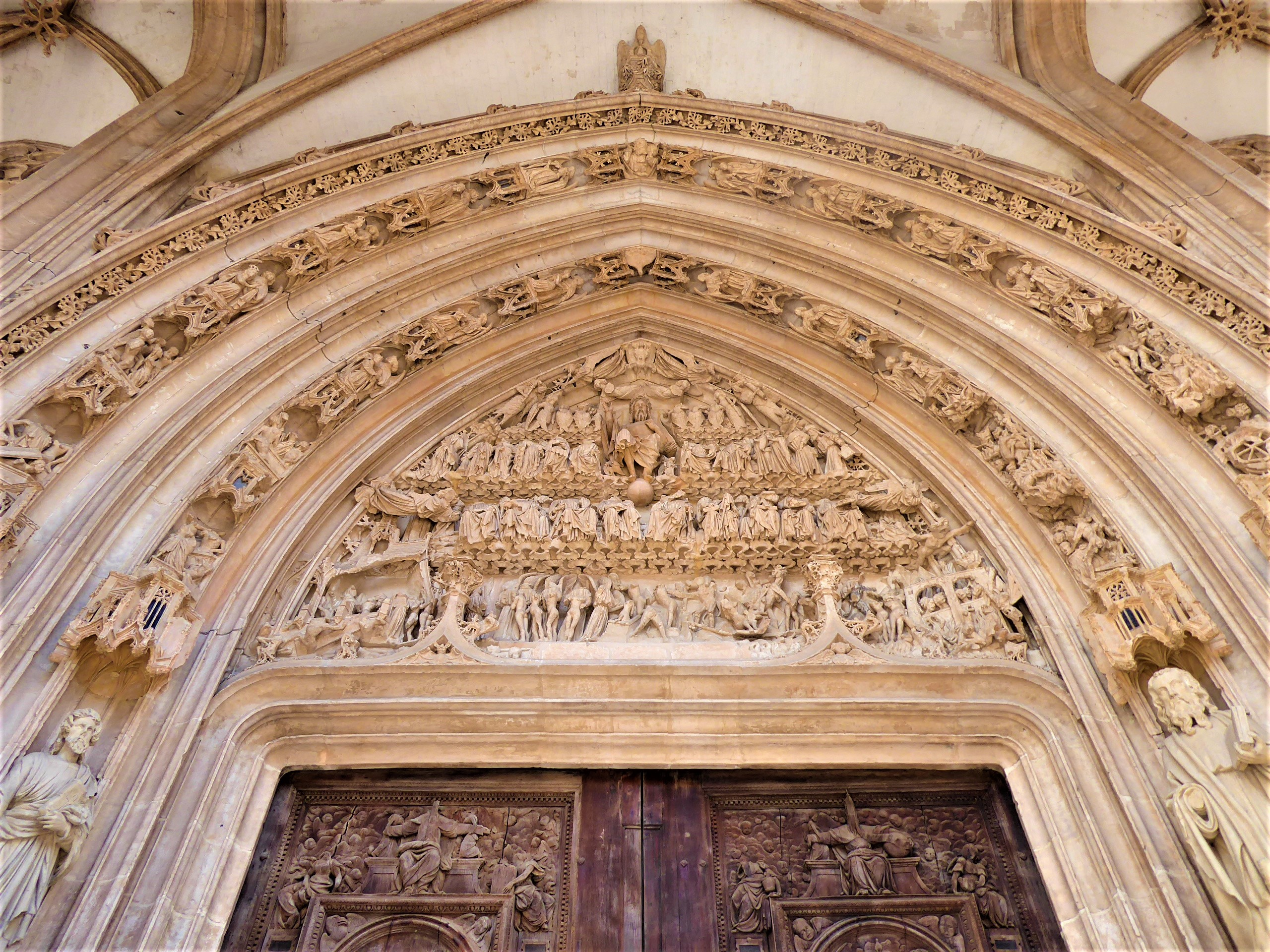
Tympanon am Westportal
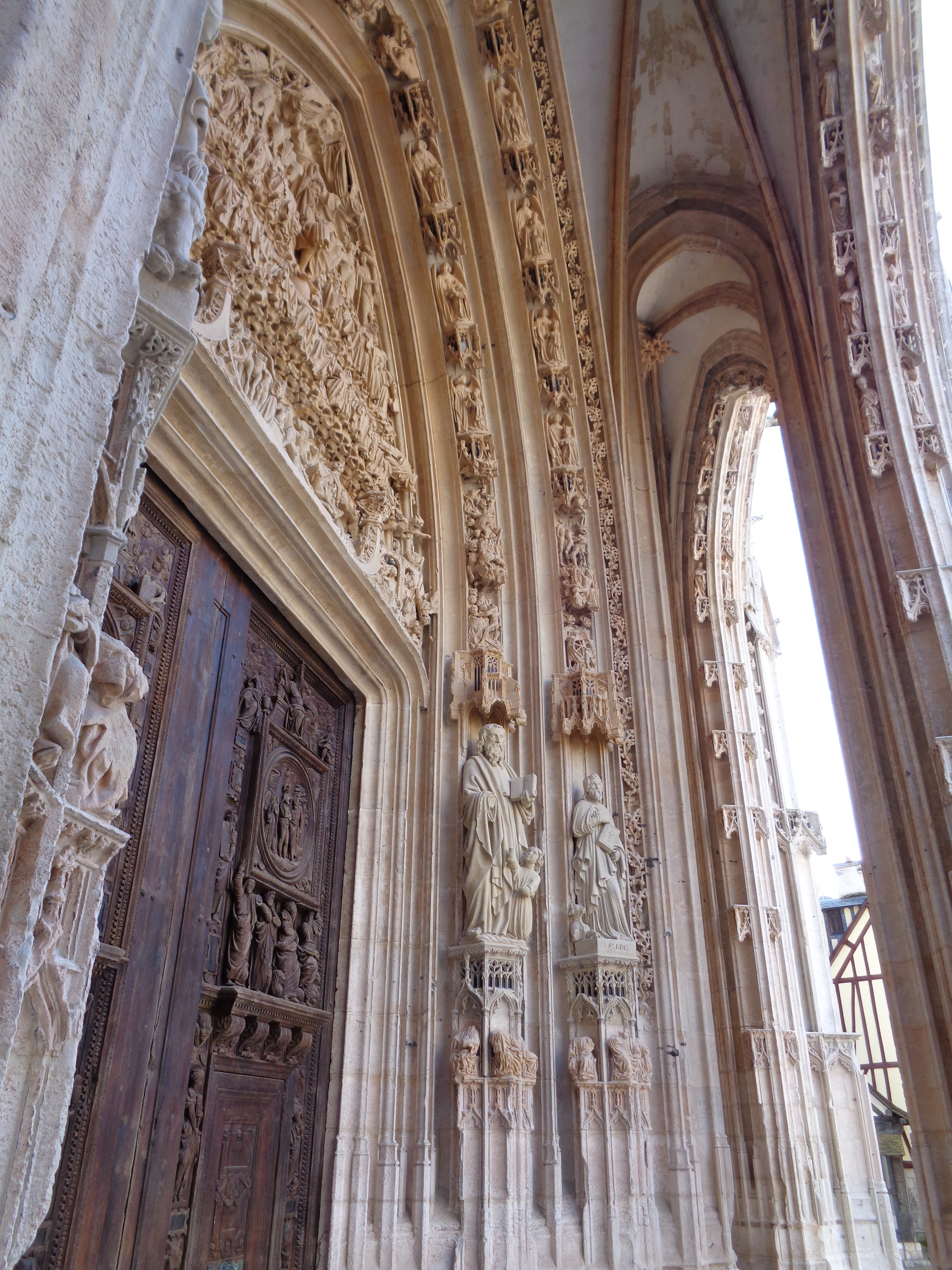
Erneuertes Portal